# 프레데리크 7세
프레데리크 7세(덴마크어: Frederick VII, 1808년 10월 6일 ~ 1863년 11월 15일)는 덴마크의 국왕(재위: 1848년 1월 20일 ~ 1863년 11월 15일)이다. 올덴부르크 왕가 출신의 마지막 덴마크의 군주이기도 하다.

## 생애
1808년 10월 6일 코펜하겐 아말리엔보르 성에서 크리스티안 8세 국왕과 그의 아내인 메클렌부르크슈베린의 샤를로테 프레데리카 공작부인(Charlotte Frederica)의 아들로 태어났다.
1828년에는 프레데리크 6세 국왕의 딸이었던 빌헬미네 마리(Vilhelmine Marie) 공주와 결혼했지만 1834년부터 별거에 들어갔고 1837년에 이혼하고 만다. 1841년에는 메클렌부르크의 카롤리네 마리아네(Caroline Mariane)와 결혼했지만 1846년에 이혼하고 만다. 1850년 8월에는 평민 출신의 발레 무용수였던 루이세 크리스티나 라스무센(Louise Christina Rasmussen)과 귀천상혼을 했는데 이는 귀족들의 거센 분노를 사게 된다.
프레데리크 7세에게는 자식이 없었기 때문에 덴마크의 왕위 계승 문제에 직면하게 된다. 특히 슐레스비히홀슈타인에 거주하던 독일계 주민들은 덴마크로부터의 분리 독립을 주장했고 이는 1848년부터 1851년까지 덴마크와 독일 연방 사이에 일어난 제1차 슐레스비히 전쟁의 도화선이 된다. 프레데리크 7세는 이 전쟁에서 "국가의 지도자"로 부상하면서 국가적 영웅으로 추앙받게 된다.
1849년 6월 5일에는 절대군주제를 입헌군주제로 전환하는 내용, 덴마크 의회를 설립하는 내용이 담긴 덴마크 헌법을 승인했다. 1852년에는 글뤽스부르크 왕가 출신의 크리스티안(Christian, 크리스티안 9세)을 왕위 계승자로 임명했다. 1854년에 실시된 총선거를 통해 국민자유당이 집권하면서부터 덴마크는 정치, 경제 개혁에 착수하게 된다. 또한 코펜하겐에 있던 성곽의 철거 사업을 진행했고 1857년에는 자유 무역을 도입했다.
덴마크의 마지막 절대주의 군주였던 프레데리크 7세는 술을 즐기고 괴팍한 성격을 갖고 있었지만 격의가 없으면서도 기품있게 보이는 재주를 가지고 있었다. 또한 "민중의 사랑은 나의 힘"을 표어로 삼았고 덴마크 전국을 수시로 여행하면서 일반인들과 교류했다. 1863년 11월 15일 독일 글뤽스부르크(Glücksburg)에서 사망했으며 그의 시신은 로스킬레 대성당에 안치되었다.